# إيشا شارفاني
إيشا شارفاني (بالإنجليزية: Isha Sharvani)‏ (ولدت في 29 سبتمبر / أيلول 1984 في غوجارات، الهند)، هي راقصة وممثلة هندية معاصرة، تشتهر برقصاها الهندوسية المعاصرة، كما أنها لعبت دور البطولة في بعض أفلام بوليوود وغيرها من الأفلام الهندية.

## حياتها الشخصية
ولدت إيشا في 29 من سبتمبر 1984 في ولاية غوجرات بالهند لأب موسيقي أسترالي وأم فنانة غوجاراتية. عاشت في أحمد آباد وبعدها انتقلت لعدة أماكن مختلفة مثل دلهي وأوريسا وفريندافان وبنغالور قبل أن تستقر في ثيروفانانثابورام.
بدأت إيشا دراستها الابتدائية في مدرسة تدعى أكاديمية البحوث الفنية والتدريب والابتكار (آرتي) في تريفاندروم بولاية كيرالا  حيث عاشت لمدة 13 عاما. وفي سن الثالثة عشرة، بدأت في تعلم الرقص من والدتها داكشا شيث في مدرستها الخاصة، ومنه فقد تعلمت إيشا عدة أنواع من الرقصات ك كالاريباياتو وكاثاك ورقص تشاو، فضلا عن تقديمها عدة عروض في اثني وعشرين بلدا على مدى السنوات السبع الماضية.
ووفقا لمقابلة مع صحيفة الهند اليومية، صرحت إيشا أنها عاشت عدة تجارب حياتية مختلفة بصرف النظر عن صناعة السينما، فطوال 11 عاما كانت تتدرب بحسب قولها من 8 إلى 10 ساعات يوميا في جو صارم ومنضبط، بحيث لم يكن هنالك فرق بين الأولاد والبنات. حتى أنها لم تكن لتبكي على أظافرها المقطوعة بحسب تصريحها، وجل ملابسها كانت ذكورية كسراويل الجينز.

## أفلامها
| السنة | الفيلم                  | الدور          | اللغة     | ملاحظات                   |
| ----- | ----------------------- | -------------- | --------- | ------------------------- |
| 2005  | Kisna: The Warrior Poet | لاكشمي         | الهندية   |                           |
| 2006  | Darwaza Bandh Rakho     | إيشا تانيجا    | الهندية   |                           |
| 2006  | Rocky: The Rebel        | Neha ماثور     | الهندية   |                           |
| 2007  | Good Boy, Bad Boy       | راشمي          | الهندية   |                           |
| 2008  | U, Me aur Hum           | Natasha 'نوتي' | الهندية   |                           |
| 2009  | حظ بالصدفة              | نيكي واليا     | الهندية   |                           |
| 2012  | Maattrraan              |                | التاميلية | ظهور خاص في أغنية تيا تيا |
| 2013  | ديفيد                   | روما           | الهندية   |                           |
| 2013  | David                   | روما           | التاميلية |                           |
| 2013  | 5 Sundarikal            | إيشا           | مالايالام |                           |
| 2014  | Iyobinte Pustakam       | مارتا          | مالايالام |                           |
| 2015  | Double Barrel ‏          | سويتي          | مالايالام |                           |

## تلفزيون الواقع
| السنة | العرض            | النتيجة                                                  |
| ----- | ---------------- | -------------------------------------------------------- |
| 2012  | جالاك ديكلا جا 5 | احتلت المرتبة التالثة كأعلى المراتب انسحبت بسبب الإصابة. |